# Accademia di belle arti di Parma
Die Accademia di belle arti di Parma (Akademie der Schönen Künste von Parma) ist eine Kunstinstitution, die 1757 in Parma (in der italienischen Region Emilia-Romagna) von Herzog Philipp I. von Parma gegründet wurde. Sie ist in einem Flügel des Palazzo della Pilotta gegenüber der Lungoparma untergebracht, in dem sich derzeit das öffentliche Kunstgymnasium Paolo Toschi befindet.

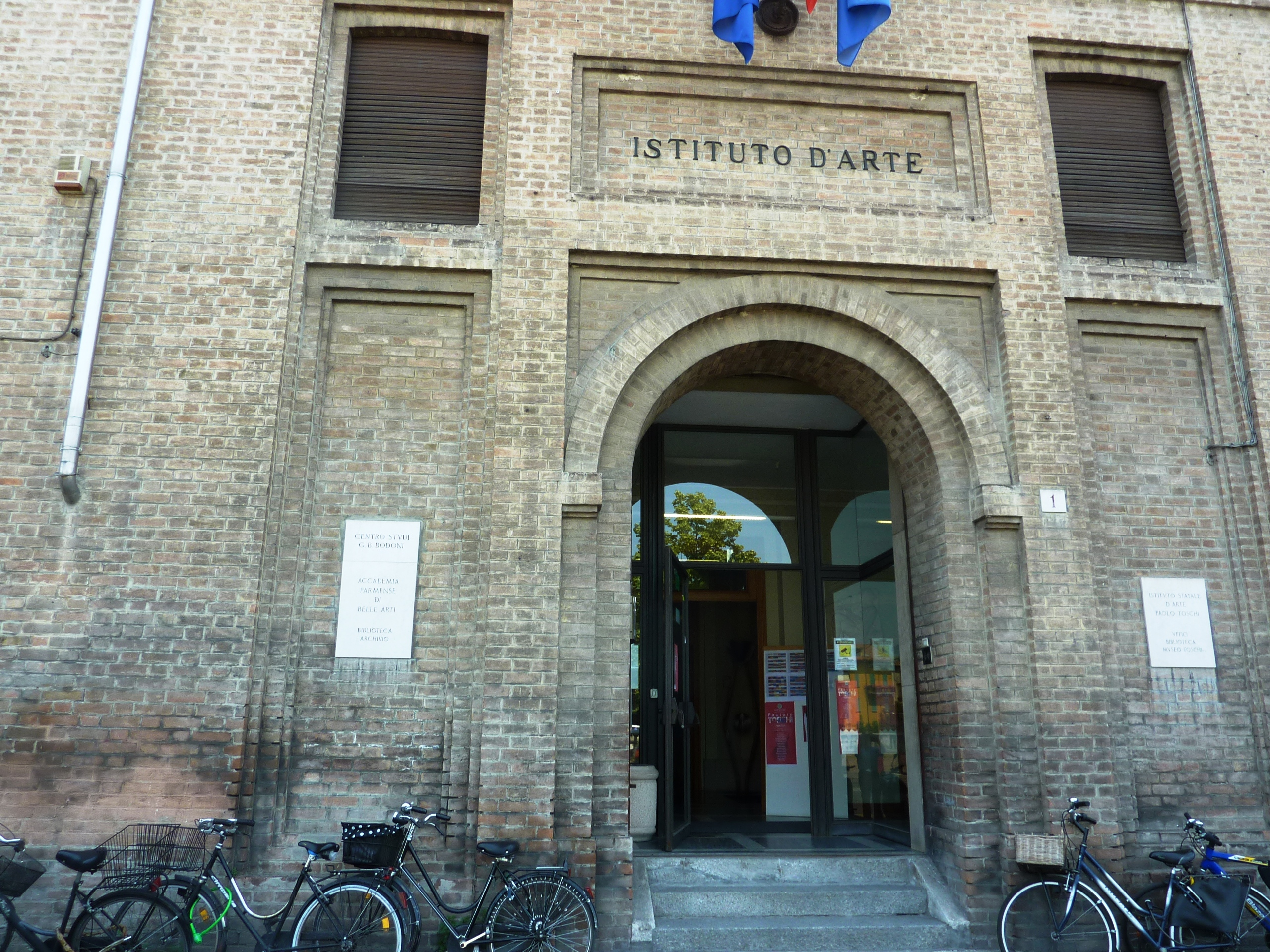
Istituto d’arte (Eingang)

Berühmt sind die akademischen Wettbewerbe, die von 1759 bis 1796 ohne Unterbrechung ausgeschrieben wurden. An dem Malereiwettbewerb von 1771 nahm auch der spanische Maler und Graphiker Francisco de Goya teil. Er wurde 1802 unterdrückt und 1816 von Maria Luigia wieder eingeführt.

## Geschichte
Seit ihrer Gründung führte die Akademie eine Reihe von jährlichen, in Kategorien unterteilten Preisen ein, an denen man die frühe Durchsetzung eines neoklassizistischen Geschmacks ablesen kann. Die Kontakte der Künstler aus Parma mit Rom und Frankreich waren häufig und wurden durch den Erwerb von Werken durch die Akademie und den Herzog, der ein leidenschaftlicher Sammler war, begünstigt.
In diesem Kontext entstand eine ganz besondere höfische Kunst, die das Streben nach Prunk und technischer Meisterleistung durch die Vorliebe für Analyse und Klarheit ersetzte. So lässt Giuseppe Baldrighi (1733–1802) seine Figuren in einer intimen und entspannten Atmosphäre leben.
Andere italienische Maler, die zu dieser Zeit in Parma lebten, waren Clemente Ruta (1685–1767) und Paolo Toschi (1788–1854).

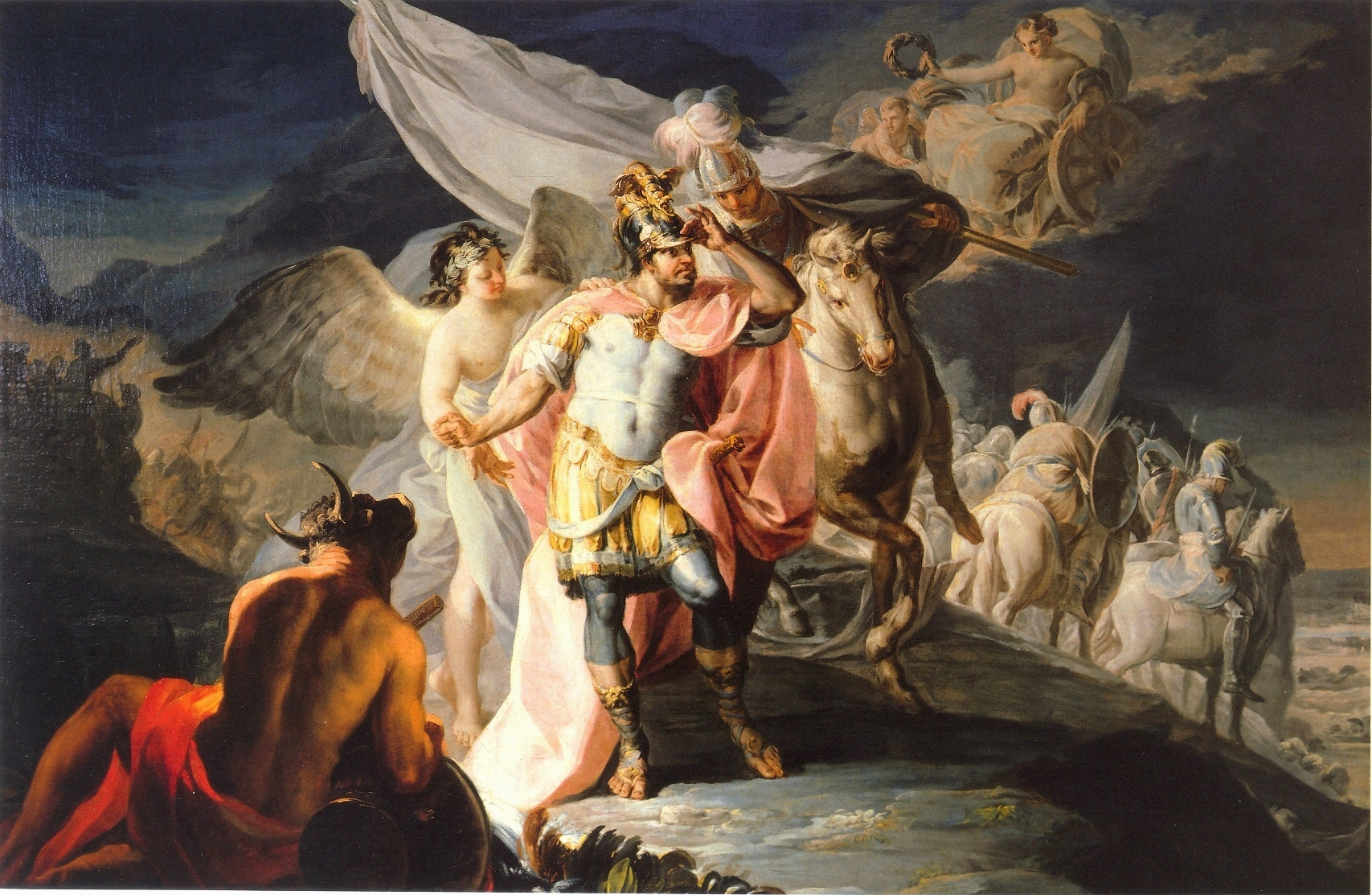
Francisco de Goya: Aníbal vencedor contempla por primera vez Italia desde los Alpes, 1771

Francisco de Goya nahm während seines Italienaufenthaltes am Wettbewerb der Akademie von Parma mit seiner Version von Aníbal vencedor contempla por primera vez Italia desde los Alpes (Hannibal der Sieger, der zum ersten Mal Italien von den Alpen aus betrachtet) teil, die aus Rom geschickt wurde und für die er eine besondere Erwähnung erhält.